# Fresia 5

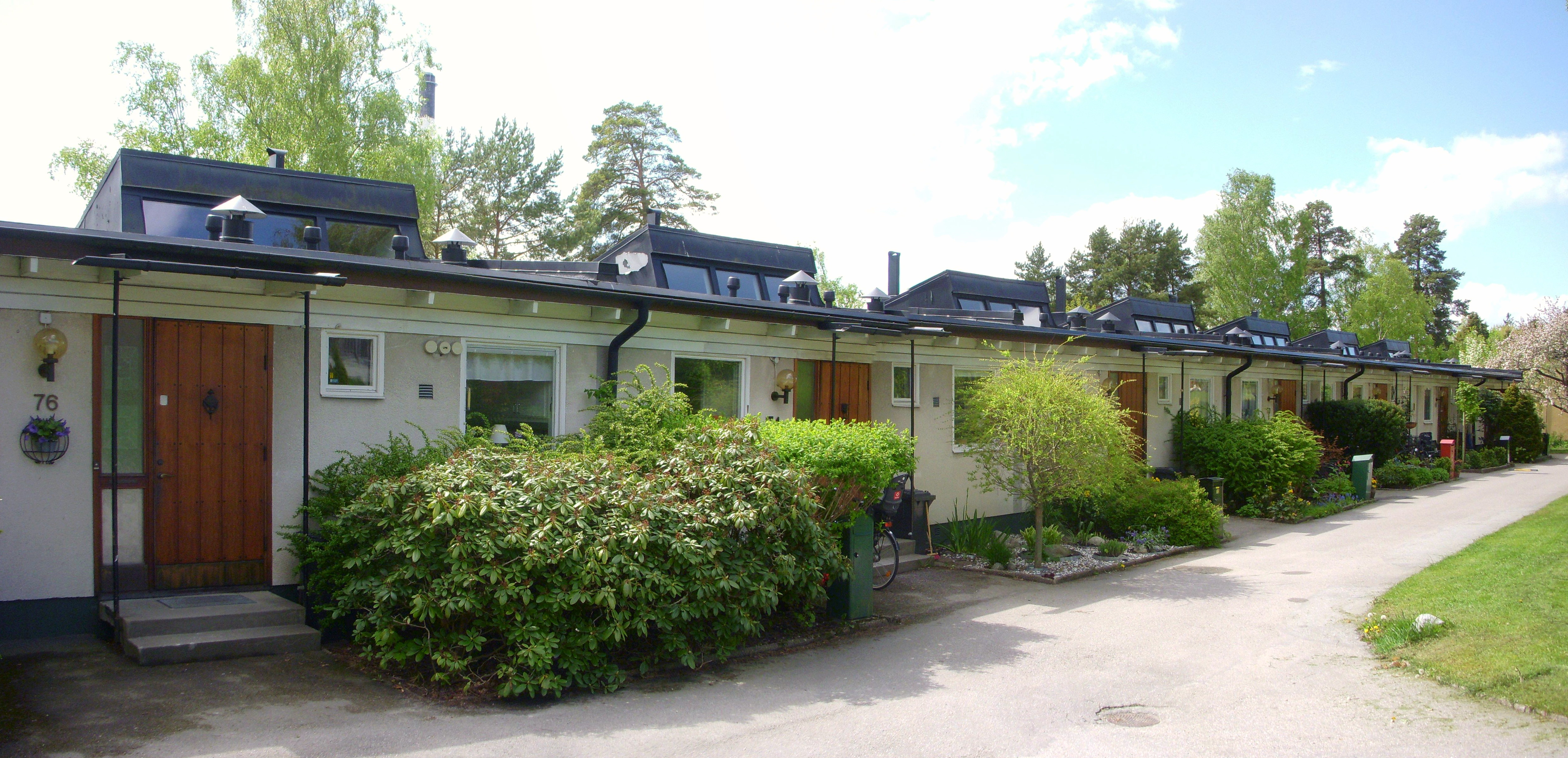
Radiohusen i maj 2015.

Fresia 5 är en radhusfastighet vid Måbärsstigen 14–76 i stadsdelen Hässelby strand i Stockholms kommun. Området består av 32 radhus fördelade på fem längor. Radhusen ritades 1957 av arkitekterna Bertil Karlén och Josef Stäck och fick smeknamnet Radiohusen eftersom flera svenska radioprofiler bosatte sig här.

## Bakgrund

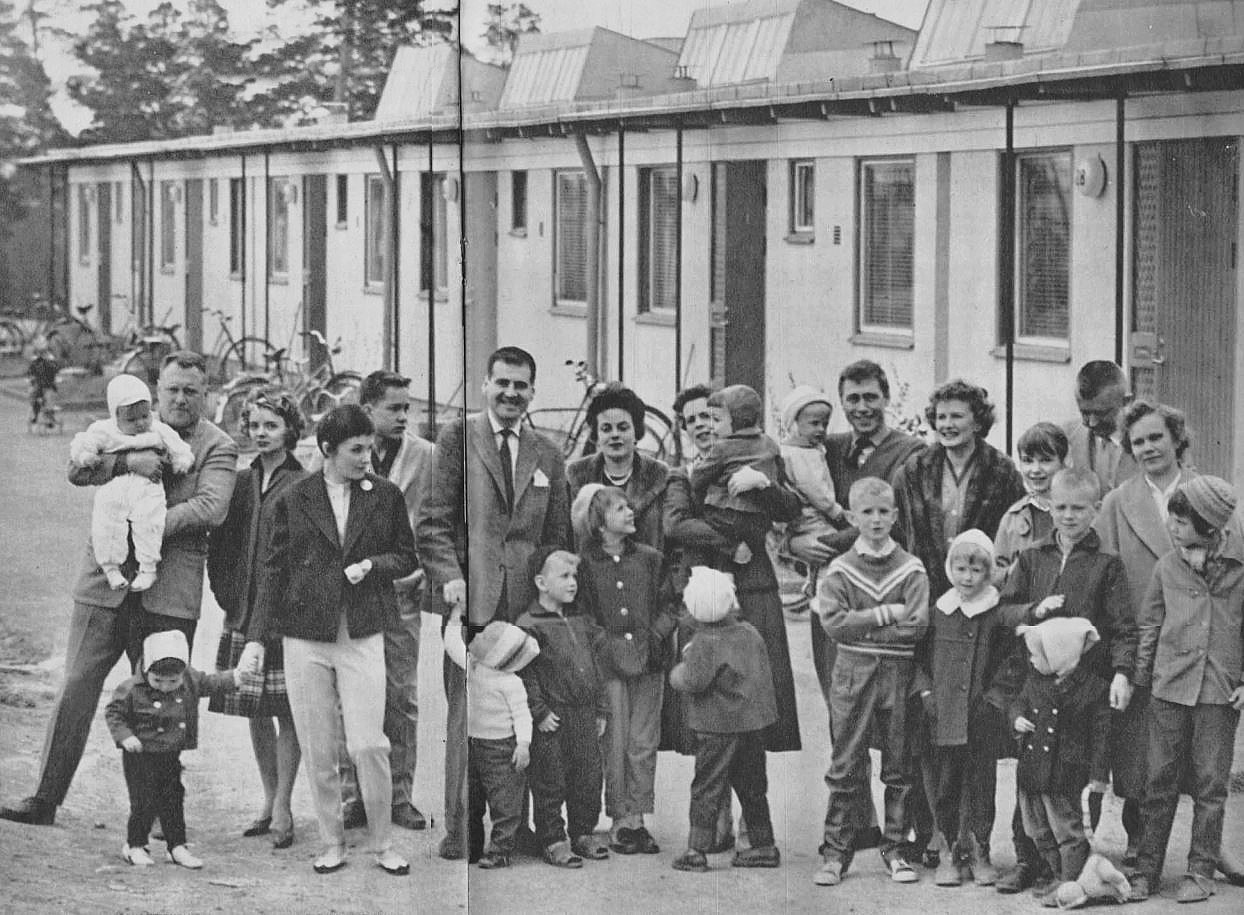
Framför "Radiohusen" 1959. Från vänster: familjerna Egon Kjerrman, Catrin Westerlund, Per Persson, Lars Ramsten, Pekka och Bibi Langer, Allan Schulman.

Initiativet att skapa radhusområdet i nuvarande kvarteret Fresia  var den finländska radiojournalisten Allan Schulman. Han hade fått anställning  hos AB Radiotjänst och han intresserade sina kollegor att bilda en bostadsrättsförening med syfte att bygga ett radhusområde åt sig själva på en kulle i Hässelby strand som hette Surkulla. Härifrån hade man en vidsträckt utsikt över Mälaren och Schulman gillade platsen. 
Brf Surkullan registrerades den 15 oktober 1955 och projektet kom igång året därpå men överskuggades till en början av många komplikationer som medförde att flera intresserade hoppade av och hittade annat boende, bland dem Martin Ljung, Simon Brehm och Charlie Norman. Istället intresserade man läkare, ingenjörer och skådespelare att delta. Till de kända radioprofilerna som kunde flytta in 1958 hörde, förutom initiativtagaren Allan Schulman, Pekka och Bibi Langer, Putte Wickman, Olle Hellbom samt Egon Kjerrman. Vid inflyttningen fanns 32 familjer med sammanlagd 75 barn.

## Husen
Till arkitekt anlitades Bertil Karlén som tillsammans med Josef Stäck började rita området 1956. Konstruktör var ingenjörsfirman Hans Hansson och trädgårdsarkitekt Eric Anjou.
Bostadsrättsföreningen Surkulla består av fem längor med totalt 32 radhus. Varje hus har sex rum och kök fördelade på 122 m². Ett allrum ligger på halvplan och får dagsljus även genom en taklanternin.  Fasaderna består av putsade lättbetongväggar. Till varje hus hör även en liten trädgårdsplätt. 
De boende i Surkulla  fick själva delta i utformningen av sina nya hem, vilket beredde arkitekten visst huvudbry, eller som Bertil Karlén uttryckte det: ”så långt som fram till stommen klarade jag mig bra, sedan blev det en fruktansvärd historia”. Insatsen blev 16 000 kronor och månadsavgiften 500 kronor inklusive uppvärmningskostnad  (fjärrvärme) och amorteringar.

## Bilder

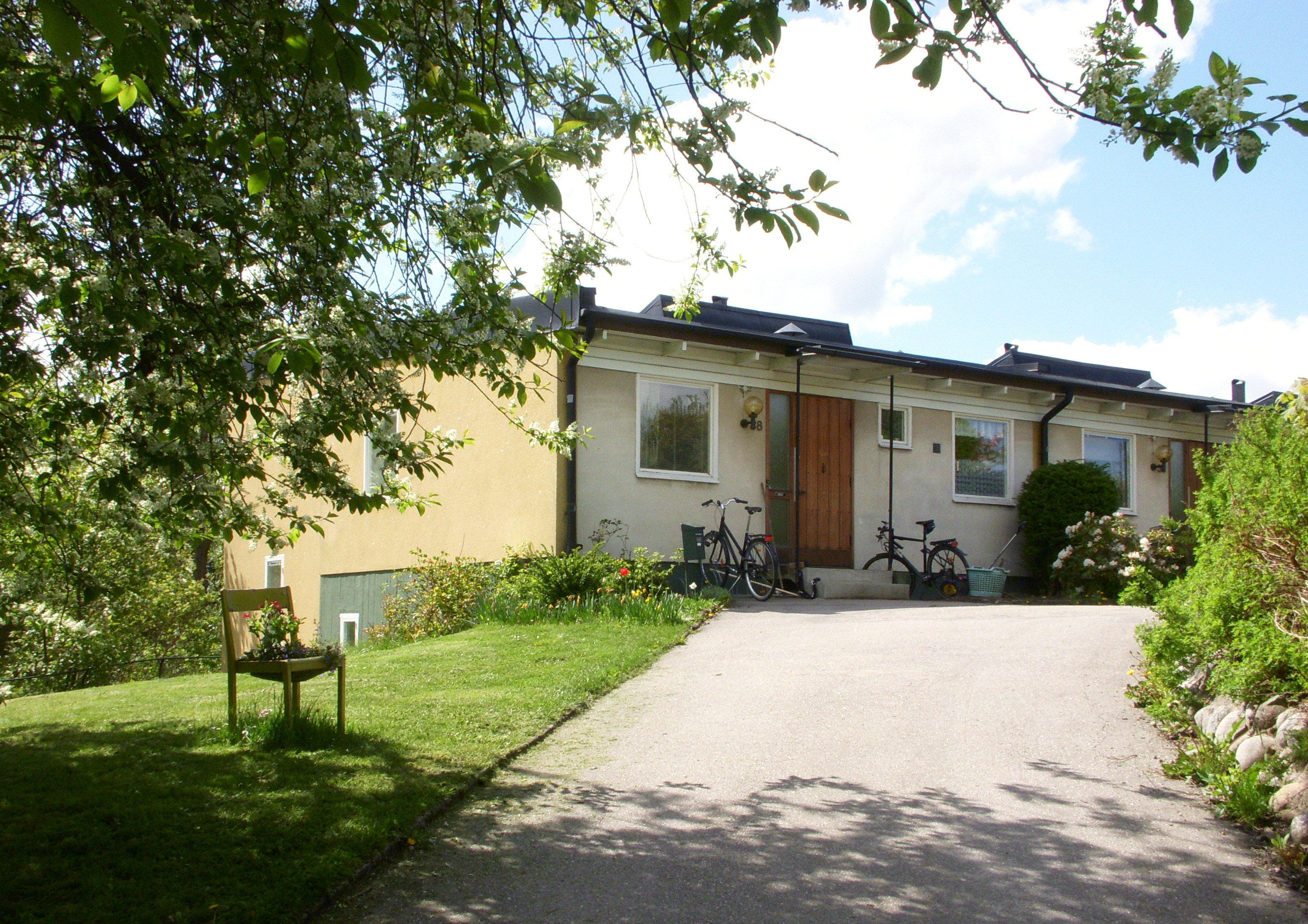
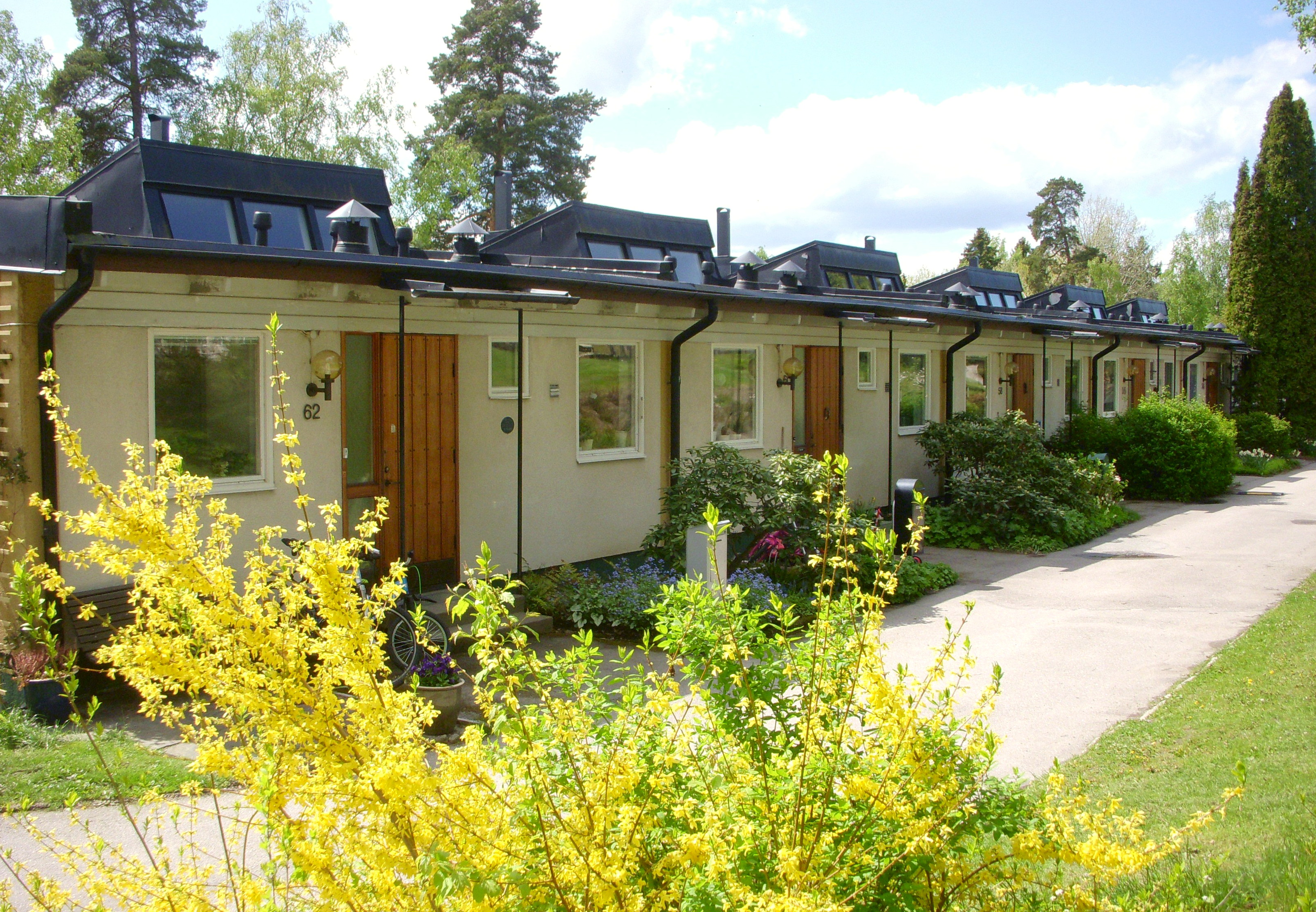
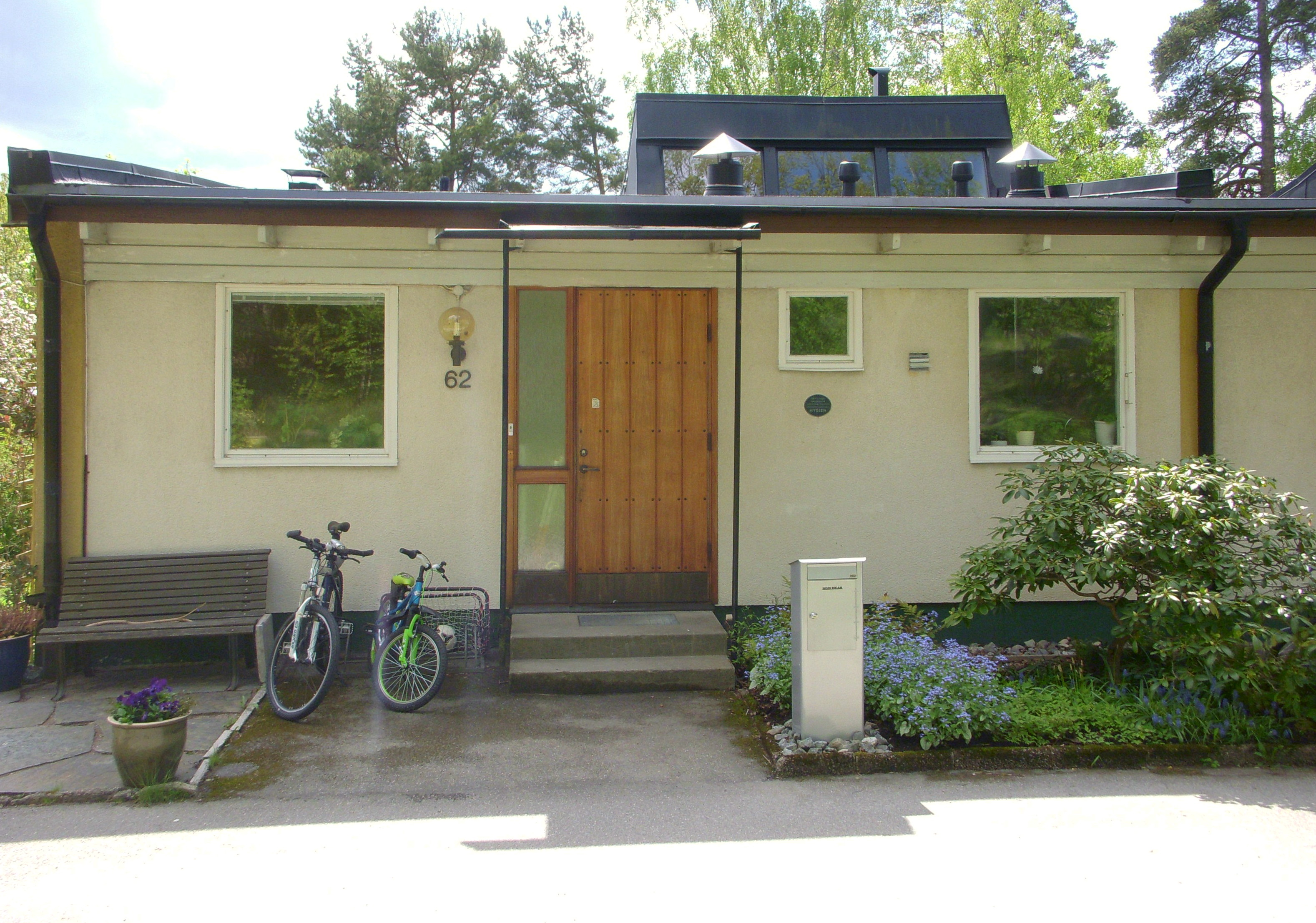
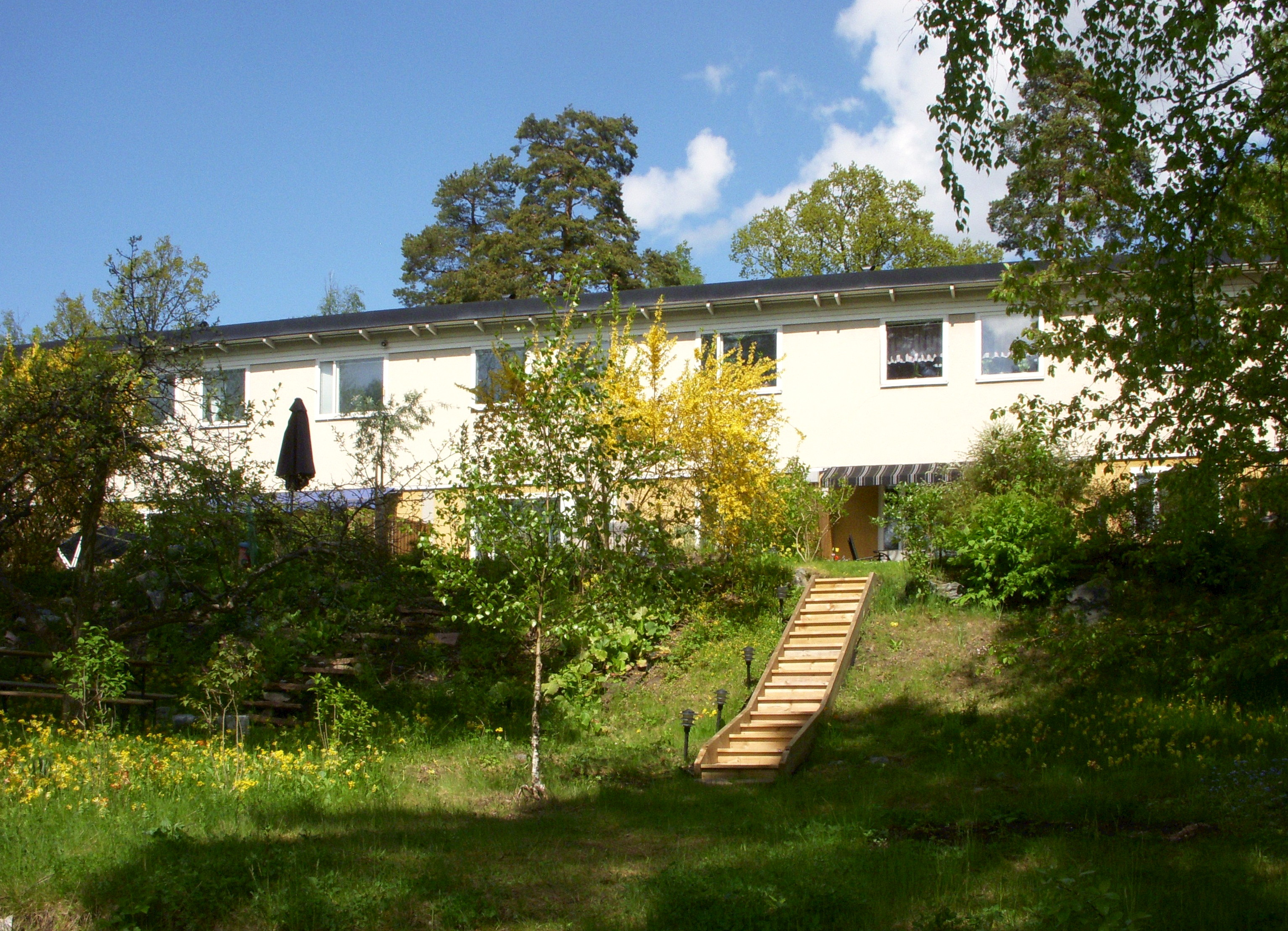